# 横浜市立東市ヶ尾小学校
横浜市立東市ヶ尾小学校（よこはましりつひがしいちがおしょうがっこう）は、神奈川県横浜市青葉区市ケ尾町にある公立小学校。学生やその周辺ではヒガイチと略される。

## 概要
学校関係者
(2018年現在)
- 校長 - 野田こずえ
- 副校長 - 松久保俊文

教育目標
- 『共生　自立』

## 沿革
1981年4月1日 - 当地域の発展に即応し、横浜市立東市ヶ尾小学校として、横浜市立市ヶ尾小学校より分離独立、開校。

## 行事
- 遠足
- 運動会
- 田植え

## 進学先中学校
- 横浜市立市ヶ尾中学校

## 著名な卒業生
- 森笠繁（元プロ野球選手 広島東洋カープ コーチ）